# ブランドン・コーヴァー
ブランドン・アシュリー・コーヴァー（Brandon Ashley Cover, 2004年3月12日 - ）は、イングランド・レスター出身のサッカー選手。フリートウッド・タウンFC所属。ポジションはミッドフィールダー、ディフェンダー。

## 経歴
ジャマイカ人の父親とイギリス人の母親のもと、コルチェスターで生まれ、レスターで育った。
7歳からレスター・シティの下部組織に在籍している。
2022年10月2日、クラブとプロ契約を締結したことが発表された。
2024年1月27日、FAカップ4回戦、バーミンガム戦にてスタメン起用され、トップチームデビューを果たした。
2024年8月30日、EFLリーグ2のポート・ヴェイルFCへ期限付き移籍。
レンタル先の主力選手が怪我で離脱していたことから定位置を確保し、公式戦20試合に出場していたが、当該選手の復帰に伴い、2025年1月22日にレスターは彼を呼び戻した。
1月31日、同じくリーグ2所属のフリートウッド・タウンFCへレンタル先を切り替えた。

## 代表経歴
2023年6月15日にジャマイカ代表に招集され、6月19日のヨルダン代表との親善試合にてA代表初出場を果たした。

## 個人成績

### クラブ
2025年2月1日現在
| 所属クラブ                    | シーズン | リーグ             | リーグ | リーグ | FAカップ | FAカップ | EFLカップ | EFLカップ | その他 | その他 | 合計 | 合計 |
| 所属クラブ                    | シーズン | ディビジョン       | 出場   | 得点   | 出場     | 得点     | 出場      | 得点      | 出場   | 得点   | 出場 | 得点 |
| ----------------------------- | -------- | ------------------ | ------ | ------ | -------- | -------- | --------- | --------- | ------ | ------ | ---- | ---- |
| レスター・シティ              | 2022-23  | プレミアリーグ     | —      | —      | —        | —        | —         | —         | 2      | 0      | 2    | 0    |
| レスター・シティ              | 2023-24  | チャンピオンシップ | 0      | 0      | 1        | 0        | 0         | 0         | 3      | 0      | 4    | 0    |
| レスター・シティ              | 合計     | 合計               | 0      | 0      | 1        | 0        | 0         | 0         | 5      | 0      | 6    | 0    |
| ポート・ヴェイル (loan)       | 2024-25  | リーグ2            | 19     | 2      | 1        | 0        | 0         | 0         | 0      | 0      | 20   | 2    |
| フリートウッド・タウン (loan) | 2024-25  | リーグ2            | 0      | 0      | 0        | 0        | 0         | 0         | 0      | 0      | 0    | 0    |
| 通算                          | 通算     | 通算               | 19     | 2      | 2        | 0        | 0         | 0         | 5      | 0      | 26   | 2    |

1. 1 2  EFLトロフィーへの出場

### 代表
2024年7月21日現在
| 代表国     | 年   | 出場 | 得点 |
| ---------- | ---- | ---- | ---- |
| ジャマイカ | 2024 | 1    | 0    |
| 通算       | 通算 | 1    | 0    |